# Ловът за Ам-гъл
Ловът за Ам-гъл (на английски: The Hunt for Gollum) е фен филм базиран на елементи от епичния фентъзи роман на Дж. Р. Р. Толкин Властелинът на пръстените. Филмът е полупродължение на събитията от Задругата на пръстена и е базиран както на обяснителни пасажи от книгата, така и на приложените към нея приложения. Визуалният стил е вдъхновен от филмовата трилогия Властелинът на пръстените, създадена от Питър Джаксън, но продукцията е напълно неофициална и неупълномощена от Tolkien Estate, Tolkien Enterprises или New Line Cinema, които продуцираха филмовата трилогия на Джаксън. Филмът е заснет в high definition video. Режисьор е Крис Боучард.
Ловът за Ам-гъл бе представен за първи път на филмовия фестивал Sci-Fi-London и в Интернет за безплатна употреба на 3 май 2009 година.

## Сюжет
Действието на филма се развива по време на времевия промеждутък, описан в Задругата на пръстена. Историята е съсредоточена седемнадесет години след партито за 111-ия рожден ден на Билбо Бегинс и заема място точно преди заминаването на Фродо Бегинс от Графството за Ломидол. Магьосникът Гандалф се опасява, че Ам-гъл би могъл да разкрие информация за Единствения на Черния лорд Саурон и изпраща Скиталецът Арагорн, за да го открие.

## В ролите
- Ейдриън Уебстър в ролята на Арагорн, Наследникът на Исилдур. В журналистически репортаж за Ловът на Ам-гъл бе отбелязана приликата между Уебстър и Виго Мортенсен, който изигра ролята на Арагорн във филмите на Питър Джаксън.
- Ейрин Олдридж в ролята на Аритир, Скиталец от Севера.
- Патрик О'Конър в ролята на Гандалф Сивия. Подобно на Уебстър и Мортенсен, критиците отбелязаха сходствата между О'Конър и Иън МакКелън, който изигра Гандалф във филмите на Джаксън.
- Рита Рамнейни в ролята на Арвен.
- Гарет Броу като гласа на Ам-гъл. Броу играе също така и Гоблок, оркски главатар.
- Макс Брейси в ролята на елф от Мраколес.

## Продукция
За снимките на Ловът за Ам-гъл са отделени като бюджет по-малко от 3000 английски лири. Снимачните площадки са разположени в Северен Уелс, гората Епинг и Хампстед Хийт. Нает е екип от 160 души доброволци за продукцията. Художественият дизайн е базиран на този, пресъздаден във филмите на Питър Джаксън Властелинът на пръстените. Според режисьорът Крис Боучард „специфичният поглед на Питър Джаксън послужи като огромно вдъхновение, за нас бе същинско приключение да изиграем роля в създадения от него свят“.
Като най-труден аспект по отношение на продукцията се оказва главният герой. „Пресъздаването на Ам-гъл бе трудоемко предизвикателство“, казва Боучард. "Не исках да се откажа и знаех, че присъствието на Ам-гъл ще изиграе важна роля във филма. Въпреки че не разполагахме с абсолютната мощ на Weta Digital, ние използвахме почти всякакви фокуси, подобно на книгата, за да обрисуваме достоверно персонажа на героя!"
Звуковата обработка е завършена в студио на Futureworks в Манчестър.

## Отзиви
Трейлърът на филма бе добре приет онлайн. Ревюиращ от Entertainment Weekly сподели, че по отношение на трейлъра филмът "изглежда страхотно" и добави че създателите "изглежда са уцелили удовлетворителна нискобюджетна версия на Питърджаксъновите неповторими епични произведения". Подобно на него, ревюиращ от Wired News каза, че "Ловът за Ам-гъл доста впечатляващ за филм, създаден 'от фенове за фенове'". В All Things Considered на National Public Radio репортерката Лаура Сайдел отбеляза, че "Ловът за Ам-гъл изглежда точно като холивудската версия. Бях разтресена, когато го видях за първи път. (...) Специалните ефекти в трейлърът са безупречни". Автор от филмовия уебсайт Rotten Tomatoes каза, че "трейлърът предполага, че ще е по-добър от Ерагон(...) или Krull".